# Три мови
«Три мови» (нім. Die drei Sprachen) — казка, опублікована братами Грімм у збірці «Дитячі та сімейні казки» (1819, том 1, казка 33). Згідно з класифікацією казкових сюжетів Аарне-Томпсона має номер 671. Брати Грімм почули казку від Ганса Труффера з міста Фісп. Казка увійшла до збірки «Дитячі та сімейні казки» 1819 року, замінивши казку «Кіт у чоботях». 

## Сюжет
Головного героя батько відіслав на науку до трьох майстрів. Однак, коли син повернувся додому, виявилося, що один майстер навчив його розуміти, що гакають собаки, другий навчив жаб'ячої мови, а третій — розуміти, що пташки говорять. Розгніваний батько визнав здобуті знання сина ні до чого не придатними та вигнав його з дому. 
Шукаючи прихистку, хлопець вирішив заночувати у покинутій вежі, в якій, за словами господаря замку, повно диких собак, які щоночі загризають людину. Однак хлопець не перелякався і наступного ранку повернувся живим і здоровим, довідавшись від псів, що вони стережуть там скарб. Викопавши скарби, хлопець приніс їх до господаря замку, який зробив з нього свого сина. 
Через деякий час хлопець вирішив помандрувати до Риму. По дорозі почув від жаб, що Папа нещодавно помер і кардинали шукають йому наступника і чекають на Знак Божий, який би допоміг у їхньому виборі. Коли хлопець в'їжджав до брами міста, два голуби підлетіли й сіли йому на плечі. Духовенство признало це як Знак Божий і хлопця посвятили у папи. «Після цього довелося йому співати месу, а він не знав жодного слова, але двоє голубів сиділи постійно йому на плечах і підказували йому все на вухо».